# Rick Davis
Rick Davis   (Denver, 24 de novembre de 1958) és un exfutbolista estatunidenc de la dècada de 1970.
Fou jugador de New York Cosmos de la NASL.
Fou 35 cops internacional amb la selecció dels Estats Units, amb la qual participà a dos Jocs Olímpics.
Un cop retirat fou entrenador a Los Angeles Salsa.

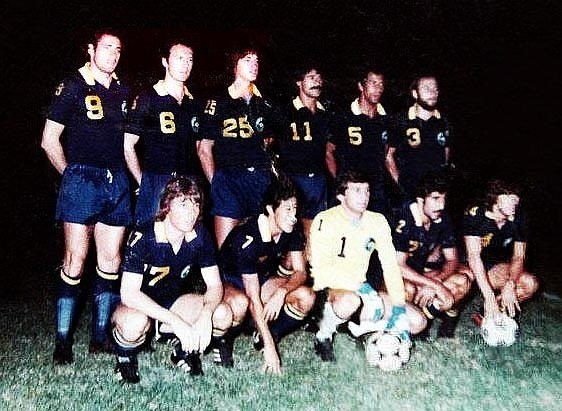
Davis (primer per l'esquerra, a sota, #17) a New York Cosmos, 1980